# New York University Press
New York University Press (o NYU Press) es una editorial universitaria que forma parte de la Universidad de Nueva York. 

## Historia
NYU Press fue fundada en 1916 por el entonces rector de la Universidad de Nueva York, Elmer Ellsworth Brown.

## Directores
- Arthur Huntington Nason, 1916-1932
- sin director, 1932-1946
- Jean B. Barr (director interino), 1946-1952
- Filmore Hyde, 1952-1957
- Wilbur McKee (director interino), 1957-1958
- William B. Harvey, 1958-1966
- Christopher Kentera, 1966-1974
- Malcolm C. Johnson, 1974-1981
- Colin Jones, 1981-1996
- Niko Pfund, 1996-2000
- Steve Maikowski, 2001-2014
- Ellen Chodosh, 2014-presente[4]

## Publicaciones notables
Principalmente conocida por publicar The Collected Writings of Walt Whitman, NYU Press ha publicado numerosos trabajos académicos galardonados, como Convergence Culture (2007) de Henry Jenkins, The Rabbi's Wife (2006) de Shuly Schwartz y The Encyclopedia of Jewish Life Before and During the Holocaust (2002). Otros nombres conocidos publicados por la prensa incluyen Cary Nelson, Jonathon Hafetz, Samuel R. Delany y Mark Denbeaux . 